# Fanny Janauschek

Fanny Janauschek

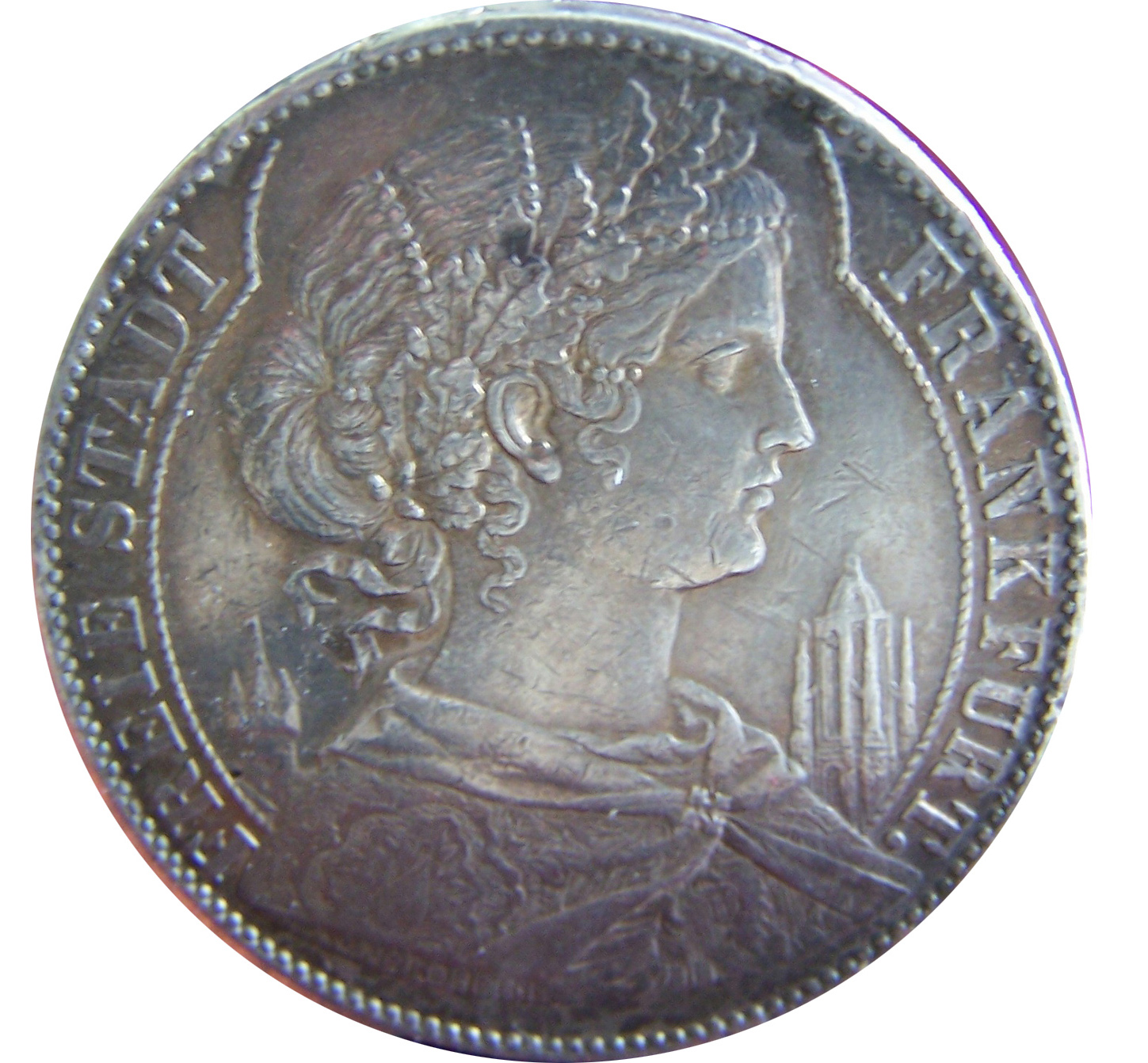
Vereinstaler der Freien Stadt Frankfurt („Janauschektaler“)

Fanny Janauschek, eigentlich Franziska Magdalene Romance Janauschek, (* 20. Juli 1828 in Prag; † 29. November 1904 in Brooklyn, New York) war eine österreichische Schauspielerin. 

## Leben
Janauschek stammte aus einfachen Verhältnissen; ihr Vater Johan Janousek war Schneidermeister und ihre Mutter Anna Marie, geb. Kratochvilova, Wäscherin. Bereits als Kind wurde sie Mitglied des Corps de ballet am Prager Landestheater. Daneben erhielt sie privaten Schauspielunterricht von Karl Baudius. Mit dessen Hilfe konnte sie bereits 1844 in kleinen Nebenrollen brillieren. In dieser Zeit wechselte sie auch offiziell vom Ballett zum Theater. Am 17. Juli 1845 konnte sie dann am Landestheater erfolgreich als „Karoline von Biberstein“ debütieren. 
Von Prag wechselte Janauschek nach Leipzig, aber das in Aussicht gestellte Engagement wurde dann doch nicht verwirklicht. Deshalb fand sie aushilfsweise im Winter 1845/46 mehr schlecht als recht an kleinen Provinzbühnen ihr Auskommen. Im Frühjahr 1846 spielte sie für einige Zeit in Annaberg und wurde von dort an das Aktientheater (Heilbronn) verpflichtet. Für einige Zeit wurde sie in Heilbronn Mitglied der Ringelmannschen Theatergesellschaft. 
In Heilbronn machte sie die Bekanntschaft von Justinus Kerner; dieser versuchte nach besten Kräften zu helfen, aber in diesen politisch unruhigen Zeiten (Revolution) war es fast unmöglich eine feste Anstellung am Theater zu finden. Im September 1848 spielte Janauschek für einige Wochen am Kölner Stadttheater und lernte dort Roderich Benedix kennen. Überzeugt von ihrem Können, vermittelte er sie an das Comödienhaus nach Frankfurt. Dort war sie dann im Februar 1848 als „Marianne“ zu sehen.
Bekannt wurde Janauschek durch ihr Mitwirken an einer Festvorstellung (21. Mai 1848) zu Ehren von Ludwig Uhland, der als Abgeordneter der Nationalversammlung in der Freien Stadt Frankfurt weilte. Berühmt wurde sie aber mit ihrer „Iphigenie“, mit der sie am 28. Mai 1849 anlässlich der Feier zum 100. Geburtstag Goethes brillieren konnte. 
Von 1849 bis 1860 war sie fest am Frankfurter Schauspielhaus engagiert. Ihre Entlassung 1860 aus Sparsamkeitsgründen rief einen Theaterskandal hervor. Mehrmals war sie Modell der Stadtpersonifikation Frankofurtia. Der Frankfurter Vereinstaler von 1857 soll ihr Bild gezeigt haben. Man nannte ihn Janauschektaler. Nach einigen kurzen Gastspielen an verschiedenen Bühnen kam sie im November 1861 am Dresdner Hoftheater unter Vertrag. Dort blieb sie nur ein Jahr. Im Winter 1862/63 sammelte sie einige Kollegen um sich und brach 1863 zu einer großen Gastspielreise nach und durch die USA auf. 
Dort fand ihr erster offizieller Auftritt (Medea) am 9. Oktober 1863 an der Academy of Music in New York statt. Diesem folgte eine fünf Jahre dauernde Tournee an alle großen Bühnen von Nord- und Südamerika. 1873 kehrte Janauschek mit ihrer Gruppe wieder nach Deutschland zurück. Nach einigen wenigen Auftritten holte man sie wieder in die USA. Da sie – inzwischen der englischen Sprache mächtig – ihre besten Rollen nun in dieser Sprache spielte, konnte sie die Erfolge ihrer ersten Tournee beinahe noch überbieten.
Bei riskanten finanziellen Spekulationen verlor sie ihr gesamtes Vermögen. Auch ein kurzes aber wichtiges Gastspiel 1876 in London konnte ihr da nicht helfen. Bereits kränklich kehrte sie nach New York zurück und erlitt kurze Zeit später einen Schlaganfall. Mit 75 Jahren starb Janauschek am 29. November 1904 im St. Mary's Hospital (Brooklyn) und fand dort auch ihre letzte Ruhestätte.

## Zitat
In einer anonymen Theaterkritik in der Vossischen Zeitung heißt es: 
„Ihr gewisse Höhepunkte der Rollen scharf hervorhebendes Spiel hat ganz entschieden etwas von der Manier der französischen Tragödin (Rachel) an sich. Nicht bloß im plastischen Teile, sondern auch dem inneren Wesen nach ist ihr Spiel vollendete Majestät. In historischen Charakteren hat, was sie gibt, nicht bloß künstlerische und psychologische, sondern auch historische Wahrheit“.
Spätestens seit diesem Artikel wurde Fanny Janauschek die deutsche Rachel genannt.

## Trivia

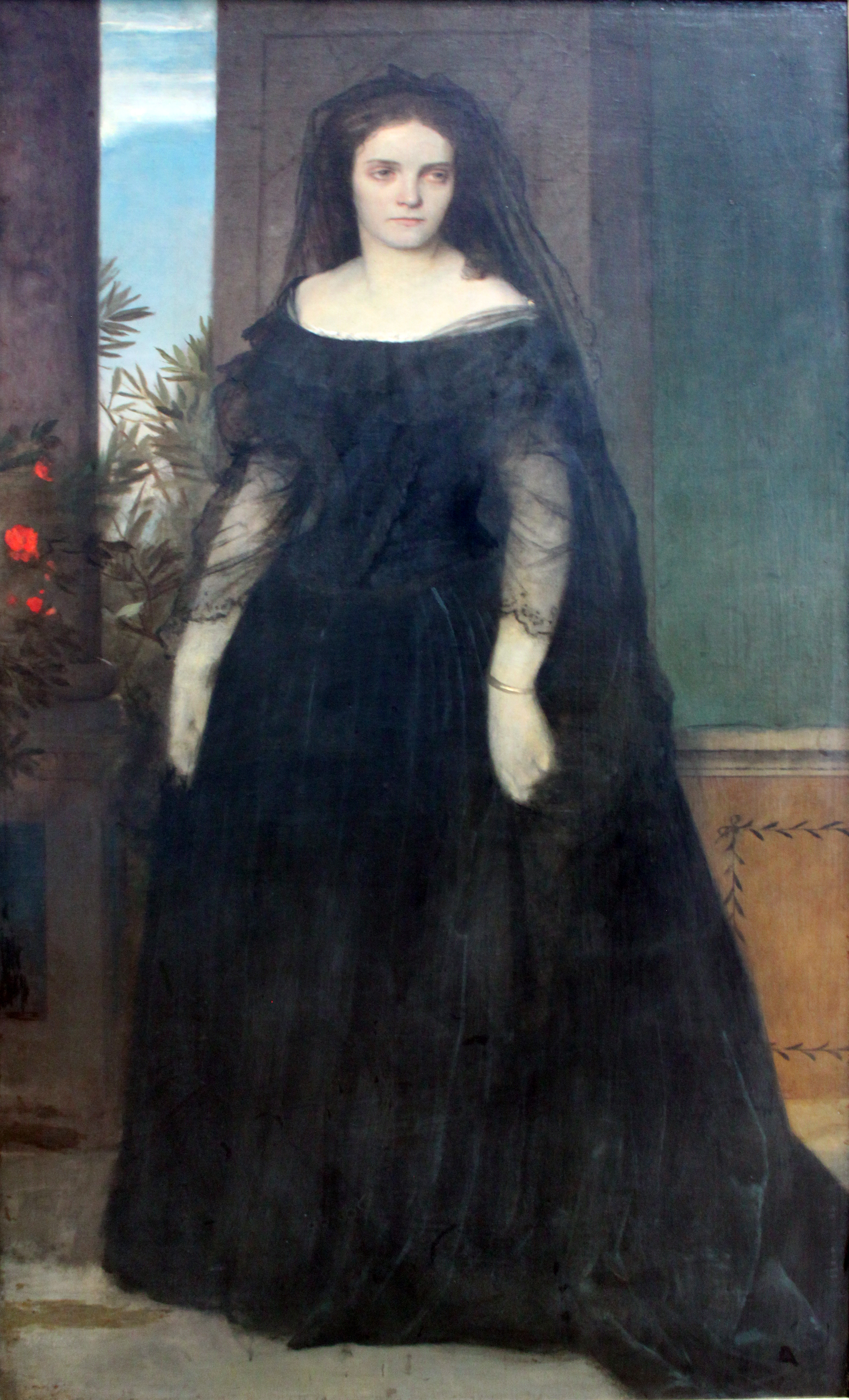
Arnold Böcklin: Donna Isabella (1861)

Um 1861 porträtierte der Maler Arnold Böcklin die Schauspielerin Fanny Janauschek als „Donna Isabella“ (aus Schillers Die Braut von Messina); heute ist das Gemälde im Städelschen Museum in Frankfurt am Main zu sehen.
Paul Heyse nahm die Inszenierung bzw. ein Gastspiel von Grillparzers Medea mit Fanny Janauschek in der Titelrolle zum Ausgangspunkt seiner Novelle Medea (1896):
„Die Vorstellung war zu Ende. Die beklommene Spannung, in der das gedrängt volle Haus dem Scheidewort Medea’s an Jason gelauscht, hatte sich in einem Beifallssturm entladen, der die große Künstlerin immer von Neuem vor die Lampen rief. Dann strömte die Menge in tiefer Stille zu allen Pforten hinaus in die sternklare Nacht, Alle noch unter dem Bann der Erschütterung, die Grillparzer’s Dichtung in Fanny Janauschek’s gewaltiger Verkörperung selbst in stumpferen Gemüthern hervorgerufen hatte.“

## Rollen (Auswahl)
- Karoline von Biberstein – Ich bleibe ledig! (Carl Blum)
- Gretchen – Faust. Eine Tragödie (Johann Wolfgang von Goethe)
- Griseldis – Griseldis (Friedrich Halm)
- Käthchen – Das Käthchen von Heilbronn (Heinrich von Kleist)
- Antigone – Antigone (Sophokles)
- Medea – Medea (Euripides)
- Desdemona – Othello (William Shakespeare)
- Maria Stuart – Maria Stuart (Friedrich Schiller)
- Phädra – Phèdre (Jean Racine)
- Marianne – Die Geschwister (Johann Wolfgang von Goethe)
- Iphigenie – Iphigenie auf Tauris (Johan Wolfgang von Goethe)
- Leonore – Torquato Tasso (Johann Wolfgang von Goethe)
- Lady Macbeth – Macbeth (Shakespeare) (William Shakespeare)